# Christian Gómez
Christian Gómez (* 7. listopadu 1974) je bývalý argentinský fotbalový záložník. V roce 2006 byl vyhlášen nejlepším hráčem Major League Soccer. Na profesionální úrovni hrál 28 let, svoji kariéru ukončil v 44 letech.

## Kariéra
Gómez začal s profesionálním fotbale v 17 letech v druholigovém argentinském CA Nueva Chicago. Za klub hrál od roku 1991 do roku 1997, odehrál 155 zápasů a vstřelil 46 gólů. V roce 1997 přestoupil do jednoho z nejslavnějších klubů Argentiny, do CA Independiente. Pro druhou polovinu ročníku 1999/2000 přestoupil do Argentinos Juniors, odkud se vrátil do Nueva Chicago. V Chicagu odehrál 63 zápasů, poté se krátce vrátil do Independiente, poté přestoupil do Arsenalu de Sarandí. V roce 2004 Gómez podepsal smlouvu s americkým klubem D.C. United, který o něj projevoval zájem několik let. V sezoně 2004 odehrál 9 zápasů, vstřelil 4 góly a pomohl D.C. k zisku MLS Cupu. V roce 2005 dal 11 gólů, přidal 9 asistencí a byl jmenován do nejlepší XI soutěže. Svoji nejlepší sezonu v MLS odehrál v roce 2006, kdy ve 27 zápasech zaznamenal 10 gólů a 9 asistencí a byl vyhlášen nejlepším hráčem celé ligy. Po sezoně 2007 podepsal Coloradu Rapids, ve 20 zápasech ale vstřelil pouhé 3 góly a zamířil zpět do D.C. United. V D.C. ale hrál pouze jednu sezonu, poté se přesunul do Miami FC v nižší lize. Po jedné sezoně v Miami se vrátil do Argentiny do Nueva Chicago, kde odehrál 9 sezon a v 44 letech svoji hráčskou kariéru ukončil.